# Bilderbergconferentie 1985
De Bilderbergconferentie van 1985 werd gehouden van 10 t/m 12 mei 1985 in het Doral Arrowwood Hotel in Rye Brook (New York), Verenigde Staten. Vermeld zijn de officiële agenda indien bekend, alsmede namen van deelnemers indien bekend. Achter de naam van de opgenomen deelnemers staat de hoofdfunctie die ze op het moment van uitnodiging uitoefenden.

## Agenda
- Divergent social and economic trends in the Atlantic World (Uiteenlopende sociale en economische trends in de Atlantische Wereld)
- How should the West deal with the Soviet Bloc? (Hoe moet het Westen omgaan met het Sovjet-blok?)
- The Strategic Defense Initiative (Het Strategic Defense Initiative)
- How should the West deal with developing countries? (Hoe moet het Westen omgaan met ontwikkelingslanden?)
- Current events: the U.S. Budget and the European perspective (Actuele zaken: Het budget van de VS. en de Europese perspectieven)
- Operating the Alliance (Werking van de Alliantie)

## Deelnemers
- Nederland - Koningin Beatrix, staatshoofd der Nederlanden
- Nederland - Joop den Uyl, fractievoorzitter PvdA

1954 ·
1955 (1) ·
1955 (2) ·
1956 ·
1957 (1) ·
1957 (2) ·
1958 ·
1959 ·
1960 ·
1961 ·
1962 ·
1963 ·
1964 ·
1965 ·
1966 ·
1967 ·
1968 ·
1969 ·
1970 ·
1971 ·
1972 ·
1973 ·
1974 ·
1975 ·
(1976) ·
1977 ·
1978 ·
1979 ·
1980 ·
1981 ·
1982 ·
1983 ·
1984 ·
1985 ·
1986 ·
1987 ·
1988 ·
1989 ·
1990 ·
1991 ·
1992 ·
1993 ·
1994 ·
1995 ·
1996 ·
1997 ·
1998 ·
1999 ·
2000 ·
2001 ·
2002 ·
2003 ·
2004 ·
2005 ·
2006 ·
2007 ·
2008 ·
2009 ·
2010 ·
2011 ·
2012 ·
2013 ·
2014 ·
2015 ·
2016 ·
2017 ·
2018 ·
2019 ·
2020 ·
2021 ·
2022 ·
2023